# امارت دنبلی
امارت دُنبُلی نام حکومتی محلی بوده‌است که از اواسط قرن دهم هـ. ق تا اوایل قرن سیزدهم هـ. ق گاهی مستقل و گاهی نیمه مستقل بر بخش‌هایی از دیاربکر و آذربایجان حکمرانی می‌کرد. اُمرای دُنبُلی از خوانین ایل دنبلی بودند، اما اصل و نسب آنان به درستی معلوم نیست. آنان خود را از نوادگان برمکیان می‌دانستند، ولی مستندات تاریخی اسلاف ایشان را از نقباء و مرشدین متصوفه و مشایخ سلسلهٔ بکتاشیه معرفی می‌کند.

## نسب
شرف‌خان بدلیسی در شرفنامه (نخستین منبعی به‌طور مستقل به شرح تاریخ و جغرافیای قوم کرد پرداخته) چنین آورده‌است: «عشایر دنبلی از ولایت بُختی آمده در مابین اکراد ایشان را دنبلی‌بُخت می‌خوانند.» منابع متاخر نسب امرای دنبلی را به برمکیان متصل می‌سازند. این دو فرضیه را نمی‌توان مغایر هم دانست، اما برای پذیرش انتساب دنبلیان به برامکه به مستندات و مدارک قوی‌تری نیاز است. ایل دنبلی که امرای دنبلی از بین آنها بوده‌اند، یکی از ایلات کرد است که در نواحی خوی و سلماس سکنی داشته‌ و به زبان ترکی آذربایجانی صحبت میکنند.

## تاریخچه

### دورهٔ صفویه
بدلیسی در شرفنامه، هنگام تقسیم‌بندی حکام کردستان به سه طبقه «سلاطین، امرای بزرگ و سایر امرا» امرای دنبلی را در دسته سوم، یعنی پایین‌ترین رده ذکر می‌کند و اشارات مختصری به ترقی برخی اعضای این خاندان در روزگار آق‌قویونلو و امارت آنان در ولایت حکاری دارد. در برابر برخی دیگر پیشینه این خاندان را به قرن چهارم هـ. ق می‌رسانند و بر این باورند که امرای دنبلی از این تاریخ تا زمان شیخ حیدر صفوی در آذربایجان و کردستان حکومت مستقل داشته‌اند و نخستین بار شمس‌الملک دنبلی که ممدوح خاقانی بوده‌است، شهر خوی را مقر حکومت خود قرار می‌دهد. مستندات تاریخی دربارهٔ امرای دنبلی تا پیش از آق‌قویونلوها، اندک و ناروشن است.
بنابه نوشته شرفنامه، شاه تهماسب یکم لقب «سلطان» و «اِلکای خوی» را به حاجی‌بیگ دنبلی نوادهٔ عیسی‌بیگ (حاکم خوی) داد و مأموریت حفاظت از مرز ایران و عثمانی در ناحیهٔ وان را به او سپرد. حاجی‌بیگ دنبلی در نتیجهٔ اختلافات دیرینه با عشیرهٔ کرد محمودی بارها با ایشان درگیر شد و در نهایت در یکی از یورش‌های محمودی‌ها در سال ۹۵۵ هـ. ق به قتل رسید. در این درگیری نیروهای عثمانی از محمودی‌ها حمایت می‌کردند. مدتی بعد دنبلیان از انقیاد تهماسب خارج شدند و برخلاف میل او عمل می‌کردند، در نتیجه تهماسب عدهٔ زیادی از آنان را به قتل رسانید. دنبلیان بر اثر این رفتار، به سلطان عثمانی پناه بردند. منصوربیگ دنبلی از نوادگان عیسی‌بیگ از طرف سلطان عثمانی به حکومت قطور گمارده شد و ایل دنبلی نیز بر گرد او جمع شدند. پس از منصور پسرش ولی‌بیگ به حکومت رسید.
شاه‌تهماسب یکی از فرزندان حاجی‌بیگ دنبلی را که به نام پدر مقتول، موسوم شد، ابتدا در دربار خود ارتقاء داد و بعدها به‌جای حاجی‌بیگ مقتول منصوب کرد. از دیگر افراد ایل دنبلی در اوایل دورهٔ صفوی، سلطان‌علی‌بیگ است که امارت دنبلی از جانب سلطان محمد خدابنده به او تفویض شد. شرف‌نامه در شرح انتصاب سلطان‌علی‌بیگ، نخستین بار از دستگاه امرای دنبلی در خوی با عنوان «امارت دنبلی» یاد می‌کند. نظربیگ پسر سلطان‌علی‌بیگ که جانشین پدر شد، به‌علتی نامعلوم همراه تعدادی از امرای قزلباش و خوانین منطقه به عثمانی پیوست و سرانجام در درگیری با عشیرهٔ محمودی بر سر تصرف ناحیهٔ سکمن‌آباد کشته شد. در دورهٔ شاه عباس اول، امرا و شخصیت‌های منسوب به خاندان دنبلی تأثیر بارزتری در رویدادها و تحولات ایران یافتند. در این دوره تعدادی از امرای دنبلی در آزادسازی تبریز و آذربایجان از اشغال قوای عثمانی نقش داشتند. از بزرگان دنبلی در دورهٔ شاه عباس اول، می‌توان از جمشیدسلطان دنبلی است (حاکم مرند و از ملازمان شاه صفوی در سفر به بلخ و خراسان) سلمان‌سلطان دنبلی (حاکم چورس و مأمور دفع برخی تعدیات عثمانی به مرز ایران) و مقصودسلطان دنبلی (از امرای دنبلی در خارج از آذربایجان) نام برد. در اواخر این دوره منصب «بیگلربیگی تبریز» به برخی افراد این خاندان داده می‌شد.
حکومت امرای دنبلی تا اواخر دورهٔ صفوی در خوی و نواحی اطراف آن ادامه داشت تا آنکه در زمان شاه سلطان حسین با حملهٔ قوای عثمانی به آذربایجان و سقوط خوی، حکومت «شهبازبیگ» (واپسین امیر دنبلی در دورهٔ صفویه) پایان یافت.

### دوران افشاریه و زندیه
از حکومت دنبلی در دوران افشاریه و زندیه به عنوان «نیم پادشاهی» یاد می‌کنند. اُمرا در این دوره گرچه با فرمان دولت مرکزی حکومت می‌کردند، اما اقتدار آنان در سطحی بود که حاکمیت برای دخالت در امور امارت دنبلی اختیار مطلق نداشت. چهارتن از اُمرای دنبلی در این دوره حکومت کردند: مرتضی‌قلی‌خان دنبلی، شهبازخان دنبلی، نجفقلی‌خان دنبلی و احمدخان دنبلی.
- امیر مرتضی‌قلی‌خان دنبلی: فرزند شهبازبیگ (حاکم خوی در زمان شاه سلطان حسین).[۳] نادر پس از اخراج قوای عثمانی از آذربایجان او را به حکومت خوی منصوب کرد. مرتضی‌قلی‌خان در در جنگ نادر با عبدالله پاشا در ۱۱۴۷ هـ. ق و در مراسم تاجگذاری او در ۱۱۴۸ هـ. ق و نیز در لشکرکشی وی به قفقاز حضور داشت. در رمضان ۱۱۵۶ هـ. ق ایل دنبلی در خوی سربه شورش برداشت. مرتضی‌قلی‌خان که خود از رهبران این شورش بود در نامه‌ای به سرداران نادر که برای سرکوب اهالی خوی اعزام شده بودند، یادآوری کرد که در مدت حکمرانی بر خوی مرتکب خلافی نشده و این سرکشی در نتیجهٔ بی‌عدالتی و دریافت مالیات افزون بر توان مردم است. او ابتدا تلاش کرد از درگیری با قوای نادر خودداری کند، اما مدّتی بعد به عثمانی پیوست و در جنگ با قوای نادر شکست خورد و کشته شد.[۱] فرزندان او یعنی شهبازخان، احمدخان و سلمان‌خان در دوران زندیه به حکومت برخی نقاط آذربایجان رسیدند.[۳]
- امیر شهبازخان دنبلی (درگذشتهٔ ۱۱۸۷ هـ. ق در شیراز): فرزند مرتضی‌قلی‌خان. نادر پس از پشیمانی از قتل مرتضی‌قلی‌خان، شهبازخان را به حکومت خوی، سلماس و کردستان منصوب کرد. شهبازخان در محاصرهٔ شیراز قوای نادر را همراهی کرد و پس از نادر در کنار ابراهیم‌شاه افشار قرار گرفت. شهبازخان در سال ۱۱۶۵ هـ. ق از آزادخان افغان شکست خورد و پس از آن به همراه فتحعلی‌خان افشار به اردوی افغان‌ها پیوست و تا ۱۱۶۸ هـ. ق همراه آنان بود بود. در ۱۱۶۹ هـ. ق در نتیجهٔ تعلقات مذهبی به محمدحسن‌خان قاجار پیوست، چراکه آزادخان سنی و محمدحسن‌خان شیعه بود. در سال ۱۱۷۴هـ. ق شهبازخان و نجفقلی‌خان دنبلی در مقابل قوای مشترک آزادخان افغان و محمودپاشای بابان قرار گرفتند و آن‌ها را شکست دادند. شهبازخان در سال ۱۱۷۵ هـ. ق بار دیگر به آزادخان افغان پیوست و در رویارویی مشترک آزادخان افغان و فتحعلی‌خان افشار با کریم‌خان زند، در جبههٔ مقابل قرار گرفت. پس از شکست فتحعلی‌خان افشار از کریم‌خان، شهبازخان به حکومت خوی و سلماس و عمویش احمدخان دنبلی به ریاست ایل دنبلی منصوب شد. کریم‌خان در دومین لشکرکشی خود به آذربایجان شهبازخان را به عنوان گروگان به شیراز برد و احمدخان دنبلی را به حکومت خوی گمارد.[۱]
- امیر نجفقلی‌خان دنبلی: فرزند شهبازبیگ.[۴] از هیجده سالگی در رکاب نادر حضور داشت و در لشکرکشی نادر به هندوستان و نبردهای داغستان و گرجستان همراه او بود. پس از کشته شدن نادر به خوی بازگشت و امارت دنبلی را که تحت حکمرانی برادرزادگانش دچار آشوب شده بود، سامان بخشید. در صف‌بندی اختلافات و درگیری‌های پس از نادر، نجف‌قلی‌خان دنبلی در کنار عادل‌شاه و احمدخان دنبلی در صف ابراهیم‌شاه قرار گرفتند. کریم‌خان زند در نوبت دوم لشکرکشی به آذربایجان، حکومت تبریز را کماکان به نجفقلی‌خان دنبلی تفویض کرد. نجفقلی‌خان احتمالاً با سه تن از شاهان و بزرگان ایران از جمله نادر، محمدحسن‌خان قاجار و کریم‌خان زند دارای ارتباط سیاسی بوده و امارت وی بر خوی و آذربایجان مورد تأیید آن‌ها قرار گرفته‌است.[۱] بازسازی بازار تبریز پس از زلزله ویرانگر ۱۱۹۳ هـ. ق توسط نجفقلی‌خان صورت گرفت.
- امیر احمدخان دنبلی: فرزند مرتضی‌قلی‌خان.[۵] دربارهٔ مدت حکومت احمدخان روایات متفاوتی وجود دارد. برخی آغاز آن را سال ۱۱۷۶ هـ. ق و با حکم کریم‌خان زند در انتصاب احمدخان به حکومت خوی دانسته‌اند. برخی نیز دورهٔ حکومت وی را بین ۱۱۶۷ هـ. ق تا ۱۲۰۰ هـ. ق ذکر کرده‌اند. اغلب از احمدخان با صفات نیکو و به عنوان حاکمی مقتدر، اهل عمران و آبادانی و باتدبیر، از امرای نامدار دنبلی و مقربان نادرشاه افشار یاد شده‌است. نقل است که اطرافیان در نتیجهٔ شکوه دربارش بر او خرده می‌گرفتند که «با این لشکر و ملک و شوکت که تو راست چرا نام پادشاهی بر خود نمی‌نهی؟» و او به این پاسخ سادهٔ ایلیاتی اکتفا کرد که «از نیاکان به وصیت مانده که هرگز نباید این نام به خود نهیم. من همان رئیس عشایر اکرادم.» کُنت دوفریر فرستادهٔ دولت فرانسه، به دولت متبوع خویش پیشنهاد کرد از احمدخان دنبلی در برابر آقامحمدخان قاجار که گمان می‌رفت مورد حمایت روسیه‌است، پشتیبانی کند. احمدخان در نتیجهٔ درگیری‌های داخلی خاندان دنبلی و شاید به تحریک آقامحمدخان قاجار در سال ۱۲۰۰ هـ. ق کشته شد.[۱]

از دیگر امرای خاندان دنبلی در این دوره می‌توان به سلمان‌خان دنبلی، برادر کوچک احمدخان، که در ۱۱۷۶ هـ. ق فرمان حکومت سلماس را از کریم‌خان زند دریافت کرد و علی‌خان دنبلی، پسرعموی نجفقلی‌خان و خدادادخان پسر نجفقلی‌خان که در ۱۱۹۶ هـ. ق به عنوان بیگلربیگی و حاکم تبریز منصوب شد و شش سال در این مقام بود اشاره کرد.

### دورهٔ قاجاریه
در ابتدا اُمرای دنبلی روابط دوستانه‌ای با ایل قاجار داشتند. محمدحسن‌خان قاجار پس از فتح آذربایجان پسر شانزدهٔ خود آقامحمدخان را به نیابت از خود در تبریز به تخت نشاند و نجفقلی خان دنبلی را به حکومت تبریز و اتابکی آقامحمدخان و شهباز خان را به حکومت خوی منصوب کرد. پس از انقراض زندیه، آقامحمدخان حکومت خدادادخان دنبلی (فرزند نجفقلی خان) را بر تبریز تمدید کرد و پس از او حکومت خوی و سلماس و تبریز را به حسین‌قلی‌خان (فرزند احمدخان) سپرد. به این ترتیب، امارت، از خاندان نجف‌قلی‌خان به فرزندان احمدخان دنبلی که گونه‌ای با یکدیگر رقابت داشتند، منتقل شد. حسین‌قلی‌خان با برادرش جعفرقلی‌خان اختلاف داشت و سرانجام تحریکات جعفرقلی‌خان باعث برکناری و حبس او در تهران و واگذاری حکومت خوی و تبریز به جعفرقلی‌خان شد. حکومت جعفرقلی‌خان تا کشته شدن آقامحمدخان قاجار تداوم داشت. در اوایل سلطنت فتحعلی‌شاه قاجار، جعفرقلی‌خان بیگلربیگی تمام آذربایجان و پسرش، بیوک‌خان، به رسم گرو، مقیم دربار فتحعلی‌شاه بود. جعفرقلی‌خان پس از مدتی به دلیل تحرکات استقلال طلبانه، شکایت جمعی از بزرگان شکی و نیز گرایش به روسیه، توسط قوای اعزامی دولت سرکوب شد و به عثمانی گریخت. از دیگر دلایل سرکوب جعفرقلی‌خان تمایل فتحعلی‌شاه به تثبیت و گسترش اقتدار دولت مرکزی بود. پس از این تاریخ حکومت دنبلی در آذربایجان برچیده شد، گرچه افرادی از این خاندان همچنان در سطوح مختلف دولت قاجار باقی ماندند.
شخصیت‌های برجسته در دوران قاجار و پس از آن که از نسل اُمرای دنبلی خوی بودند:
- عبدالرزاق دنبلی (۱۱۶۷–۱۲۴۲ هـ. ق) شاعر و نویسنده
- محمودخان دنبلی (نوهٔ شهبازخان دنبلی) رئیس تشریفات (قوریساول باشی) دربار فتحعلی شاه و مدّتی حاکم خوی و اصفهان
- میرزا عبدالله دنبلی، نایب تولیت آستان قدس رضوی از طرف محمدشاه قاجار
- امیر احمد خان پسر مرتضی قلیخان دوم از امراء بزرگ طائفه دنبلی آذربایجان، کشته شده در سنه ۱۲۰۰ قمری[۶]
- حسینقلی‌خان دنبلی (نوهٔ عبدالرزاق دنبلی) از تحصیل کردگان مدرسه نظامی سن سیر
- حسینقلی خان دُنبُلی معروف به حاجی نظام‌الدوله از رجال دورۀ قاجار، بیگلربیگی آذربایجان، از اعيان درجه اول تبریز و رئیس انجمن ملی تبریز درگذشته در سال ۱۳۳۶ قمری برابر با ۱۲۹۷ خورشیدی در حدود سن ۸۰ سالگی[۷]
- علی‌خان غریب (نوهٔ عبدالرزاق دنبلی) نویسنده و مترجم
- فتحعلی خویسکی، اولین نخست‌وزیر جمهوری آذربایجان

## دنبلیان کاشان

### نام و تاریخچه
شاخه‌ای از خاندان دنبلی در زمان شاه عباس دوم در نتیجهٔ اختلافات داخلی این خاندان به کاشان مهاجرت می‌کنند. جدِّ خاندان دنبلی در کاشان خواجه غیاث‌الدین بیگ دنبلی بوده و چون شاه عباس دوم ضرابخانه کاشان را تیول او و فرزندانش قرار داد، این شاخه به نام «ضرّابی» معروف شدند. منصب ملک‌الشعرائی از زمان فتحعلی‌خان صبای کاشانی در عهد فتحعلی‌شاه در «خاندان ضرابی» دور می‌زده.

### شخصیت‌های برجسته
| - ملک‌الشعرای صبا - میرزا احمد کاشانی - عبدالرحیم کلانتر ضرابی - محمودخان ملک‌الشعرا - محمدتقی بهار | - ابوالحسن صبا - حسین صبا - ملوک ضرابی - زین‌العابدین مؤتمن - فاخره صبا |